# Watobius anderisus
Watobius anderisus är en mångfotingart som beskrevs av Chamberlin 1911. Watobius anderisus ingår i släktet Watobius och familjen stenkrypare. Inga underarter finns listade i Catalogue of Life.